# Brigitte Steinhardt
Brigitte Steinhardt z domu Geyer (ur. 21 lipca 1949) – niemiecka lekkoatletka, sprinterka. W czasie swojej kariery startowała w barwach Niemieckiej Republiki Demokratycznej.
Zwyciężyła w biegu na 100 metrów i sztafecie 4 × 100 metrów na europejskich igrzyskach juniorów w 1966 w Odessie (sztafeta NRD biegła w składzie: Bärbel Schrickel, Renate Meißner, Geyer i Christina Heinich). 
Zdobyła brązowy medal w sztafecie 4 × 1 okrążenie (w składzie: Regina Höfer, Petra Zörner, Meißner i Geyer) oraz odpadła w eliminacjach biegu na 50 metrów na europejskich igrzyskach halowych w 1967 w Pradze.
Była mistrzynią NRD w sztafecie 4 × 100 metrów w 1967, 1969, 1971 i 1973 oraz w sztafecie 4 × 200 metrów w 1968, a także brązową medalistką w biegu na 200 metrów w 1972. W hali była mistrzynią NRD w sztafecie 4 × 1 okrążenie w 1971 oraz brązową medalistką w tej konkurencji w 1966, a także wicemistrzynią w 1967 i brązową medalistką w 1968 w biegu na 55 metrów.
Biegła w składzie sztafety 4 × 100 metrów, która 14 czerwca 1972 w Berlinie wyrównała rekord NRD czasem 43,5 s. Jej rekord życiowy w biegu na 200 metrów wynosił 23,3 s. Został ustanowiony 24 czerwca 1972 w Erfurcie.